# Moderato cantabile (Duras)
Moderato cantabile ist eine Erzählung von Marguerite Duras aus dem Jahr 1958. Das Buch, das Gérard Jarlot gewidmet ist, wurde im selben Jahr mit dem Prix de Mai ausgezeichnet. Auf Deutsch erschien das Werk in der Übersetzung durch Leonharda Gescher und Walter Maria Guggenheimer erstmals 1959 im Suhrkamp Verlag.

## Inhalt
Der Titel der Erzählung bezieht sich auf die Tempobezeichnung – moderato = gemäßigt, cantabile = liedhaft/gesanglich – in der Sonatine von Diabelli, die der Sohn der Protagonistin gerade einstudiert.
Eine kleine Stadt am Meer, irgendwo. Anne Desbaredès, die Frau eines Fabrikanten und Hauptarbeitgebers der Stadt, begleitet ihren Sohn zum Klavierunterricht bei Mlle. Giraud. Der Junge ist begabt aber störrisch, er kann oder er will nicht behalten, was moderato cantabile bedeutet. Als aus dem Nachbarhaus laute Schreie zu hören sind und Leute aus allen Richtungen vor der Bar dort zusammenströmen, bricht die Klavierlehrerin die Stunde ab. Anne drängelt sich durch die Menge von Gaffern und sieht eine Frau in einer Blutlache auf dem Boden liegen. Ein Mann hat sich über sie geworfen, der schließlich von der Polizei abgeführt wird. Nach und nach erfährt sie, dass der Mann seine Frau auf deren Bitte hin erschossen hat.
Bei allem Luxus, der sie umgibt, führt Anne ein Leben in Langeweile und Tristesse. Fasziniert von dem Gewaltverbrechen aus Leidenschaft, sucht sie immer wieder – gegen alle gesellschaftlichen Regeln – das Arbeitercafé auf und trinkt ein Glas Wein nach dem anderen. Sie kommt ins Gespräch mit einem der Bargäste, der sie schon länger von Ferne beobachtet hat. Chauvin ist arbeitslos und hat früher in der Fabrik ihres Ehemanns gearbeitet. Sie sitzen am selben Tisch und reden über die ermordete Frau und den Täter. Am nächsten Tag ist sie wieder in der Bar. Allmählich verfließen die Grenzen zwischen dem fremden Schicksal und ihrem eigenen. In ihren Gesprächen spielen beide nach und nach die Rollen des Liebespaares. Anne scheint das Verhältnis der Ermordeten zu ihrem Mörder wiederholen zu wollen.
Wenn die Fabriksirene ertönt, verlässt sie die Bar und geht nach Hause. Es entstehen Gerüchte in der Stadt, und der Ehemann hat den Verdacht, dass seine Frau ihn betrügt. Eines Abend kommt sie zu spät. Sie ist angetrunken, findet das Haus voller Gäste vor. Der Ehemann fühlt sich blamiert und versucht, ihr Verhalten vor den Gästen zu entschuldigen. Sie wirkt abwesend, isst nichts, trinkt aber weiter, während die Gäste höflich über ihr Benehmen hinwegsehen.
Vor der Villa treibt sich Chauvin herum. Offenbar wartet er auf eine Gelegenheit, Anne zu treffen. Sie verlässt die Party, um nach ihrem Sohn zu sehen, geht aber noch kurz in den Garten. Chauvin hat den Garten aber schon verlassen. Im Kinderzimmer muss sie sich übergeben und bricht am Bett ihres Sohnes zusammen. Zwei Tage später ist sie wieder in der Bar, offenbar hat ihr Mann sie vor die Tür gesetzt. Chauvin ist missgestimmt. Anne legt ihre Hand auf seine Hand. Dann küsst sie ihn, die beiden umarmen sich, ohne Leidenschaft, fast emotionslos, und Anne verlässt die Bar. Chauvin bleibt alleine zurück und starrt vor sich hin.

## Form, Stil, Themen
Die Erzählung ist unterteilt in acht Kapitel, der Zeitraum der Erzählung erstreckt sich über sieben Tage, wobei der Ort, die Zeit und die Jahreszeit unbestimmt bleiben. Namentlich genannt sind nur die beiden Protagonisten Anne und Chauvin sowie die Klavierlehrerin Mlle Giraud. Der Ehemann und der Sohn bleiben ebenso namenlos wie die wenigen Randfiguren.
Viele der angeschlagenen Themen sind Konstanten im Duras’ Werk, oder sie sind autobiographisch. Es geht um Erinnern und Vergessen, um Liebe, Leidenschaft und Wahnsinn, um Entfremdung und persönliche Identität, um Voyeurismus und um Alkoholismus, und um das Leben am Wasser, am Fluss und am Meer.
Erzählt wird die Geschichte von einem namenlosen Erzähler, der Text selbst besteht jedoch zu weiten Teilen aus Dialogen, bei denen nicht immer klar wird, wer gerade spricht. Der Erzähler selbst hat jedoch kaum Einblick in die Gedanken und Emotionen seiner Figuren, er kommentiert ihr Verhalten nicht und interpretiert auch nicht. Es geht Duras nicht um das Erzählen einer Geschichte, sie nutzt vielmehr die unkonventionelle Form ihrer Erzählung, um darzustellen, wie Begehren entsteht – komplex, mehrdeutig und zerstörerisch.

## Rezeption
Trotz der ungewohnten Struktur der Erzählung – es gibt keinen allwissenden Erzähler, eine chaotische Chronologie, viele Dialoge, aber keine Charakterisierung oder Analyse der Personen – war Moderato cantabile mit 500.000 verkauften Exemplaren der erste kommerzielle Erfolg der Autorin. Es war das erste Buch, das mit dem kurzlebigen Prix de Mai ausgezeichnet wurde. Lizenzausgaben in der Schweiz, in Spanien und im Vereinigten Königreich folgten in kurzen Abständen. Die englische Übersetzung durch Richard Seaver wurde 1960 bei Grove Evergreen in London publiziert.
Schon mit Le Square (1955) wurde Duras gelegentlich von der Literaturkritik in Zusammenhang mit dem Nouveau Roman genannt. Le Square ist ein Roman, der praktische ohne Handlung auskommt, in dem die Personen sich gegenseitig Fragen stellen und auch Antworten geben, die gelegentlich Einblicke in zwei Leben erlauben, das wenig Gemeinsamkeiten hat. Mit Moderato cantabile, der im Verlag Les Éditions de Minuit erschien, der die Protagonisten des Nouveau Roman im Programm hatte, wurde sie dann von der Literaturkritik durchweg dem Nouveau Roman zugeordnet.

### Film
1960 inszenierte Peter Brook den gleichnamigen Schwarzweißfilm mit Jeanne Moreau und Jean-Paul Belmondo in den Hauptrollen. Jeanne Moreau wurde im selben Jahr in Cannes für ihre Leistung mit dem Grand Prix als beste Schauspielerin ausgezeichnet.

### Oper
Am 6. Juli 2003 wurde im Rahmen der Zürcher Festspiele die Oper Invocation von Beat Furrer uraufgeführt. Das Libretto von Ilma Rakusa beruht auf der Erzählung von Marguerite Duras.

## Ausgaben (Auswahl)
- Moderato cantabile. Les Éditions de Minuit, Paris 1958.
- Moderato Cantabile. Suivi de l’Univers romanesque de Marguerite Duras par Henri Hell. 20 Lithographies originales de André Minaux. Le Livre Contemporain, Paris 1964.
- Moderato cantabile. Reclam, Stuttgart 1996. (Reclams Universal-Bibliothek. Fremdsprachentexte.)
- Marguerite Duras: Œuvres complètes. Vol 1. Gallimard. Paris 2011. (Bibliothèque de la Pléiade. 572.) ISBN 978-2-07-011889-2

Audiobuch
- Moderato cantabile. Französisch, gesprochen von Pauline Huruguen. Éditions Thélème
- Moderato cantabile. Französisch, gesprochen von Fanny Ardant. Audible Hörbuch. Èditions des femmes.

Deutsche Übersetzung
- Moderato cantabile. Roman. Aus dem Französischen von Leonharda Gescher und Walter Maria Guggenheimer. Suhrkamp, Frankfurt a. M. 1985 (st 1178), ISBN 978-3-518-37678-2 (Ausgabe 1959: Bibliothek Suhrkamp 51).